# Mozaik
Mozaik (italijansko mosaico, grško museios) je umetniško delo ali podoba, sestavljena iz majhnih koščkov barvnega stekla, kamna, marmorja, opek, školjk ali drugih materialov. Pogosto se uporablja v dekorativni umetnosti ali pri oblikovanju notranjosti. Večina mozaikov je izdelana iz majhnih, ravnih, grobih kvadratnih kosov kamna ali stekla različnih barv, znanih kot tesserae (kocke). Nekateri, predvsem talni mozaiki, so narejeni iz majhnih zaobljenih kamnov (prodnikov) in imenovani »prodni mozaiki«.
Mozaiki imajo dolgo zgodovino, začenši v Mezopotamiji v 3. tisočletju pr. n. št. Prodni mozaiki so bili izdelani v Tirintu v Mikenski Grčiji; mozaiki z vzorci in slikami so se razširili v klasičnih obdobjih, tako v antični Grčiji kot v antičnem Rimu. Zgodnjekrščanske bazilike od 4. stoletja dalje so bile okrašene z zidnimi in stropnimi mozaiki. Mozaična umetnost je cvetela v Bizantinskem cesarstvu od 6. do 15. stoletja; to tradicijo je sprejela normanska kraljevina Sicilija v 12. stoletju, Beneška republika pod vplivom vzhoda in med Rusi v Ukrajini. Mozaik je v renesansi padel iz mode, čeprav so umetniki, kot je Rafael, nadaljevali s prakso te stare tehnike. Rimski in bizantinski vplivi so judejske umetnike vodili v dekoracijo sinagog v 5. in 6. stoletju na Bližnjem vzhodu s talnimi mozaiki.
Mozaik se je pogosto uporabljal na verskih zgradbah in palačah v zgodnji islamski umetnosti, vključno z prvo veliko islamsko versko zgradbo, Kupolo na skali v Jeruzalemu in mošeja Omajadov v Damasku. Mozaik je izginil iz mode v islamskem svetu po 8. stoletju.
Sodobne mozaike izdelujejo profesionalni umetniki, ulični umetniki in kot priljubljena obrt. Uporabljajo se lahko številni materiali, razen tradicionalnih kamnitih in keramičnih kock, tudi školjke, steklo in biseri.

## Zgodovina
Najstarejši znani primeri mozaikov iz različnih materialov so bili najdeni v templju v Abri v  Mezopotamiji in se nanašajo na drugo polovico 3. tisočletja pr. n. št. Sestavljeni so iz koščkov barvnih kamnov, školjk in slonovine. Izkopavanja v kraju Susa in Čoga Zanbil dokazujejo prve zastekljene ploščice iz leta 1500 pred našim štetjem . Toda mozaični vzorci se niso uporabljali do časa Sasanidskega cesarstva in rimskega vpliva.

### Grčija in Rim
V Tirintu so našli prodnate mozaike iz bronaste dobe, mozaike iz 4. stoletja pr. n. št. najdemo v makedonski palači-mestu Aegae, tudi iz 4. stoletja pr. n. št. je Lepotica iz Drača, najdena v Draču v Albaniji leta 1916, zgodnji figuralni primer; grški figuralni slog je večinoma nastal v 3. stoletju pr. n. št.. Mitološki predmeti ali lovski prizori ali druge dejavnosti premožnih, so bili priljubljeni kot središče večje geometrijske zasnove, z močno poudarjenimi mejami . 
Plinij starejši omenja umetnika Sosusa iz Pergamona, in opisuje njegove mozaike hrane, ki je ostala na tleh po prazniku in skupine golobov, ki pijejo iz sklede. Obe temi sta bili zelo kopirani.
Grški figuralni mozaiki so bili kopije ali prilagojene slike, slog pa so z navdušenjem sprejeli Rimljani, tako da so veliki talni mozaiki obogatili tla helenističnih vil in rimskih bivališč od Britanije do Dura-Europos. Večina zapisanih imen rimskih izdelovalcev mozaikov je grška, kar kaže, da so prevladovali nad kakovostnim delom po vsem imperiju; nedvomno so bili navadni obrtniki sužnji. Razkošna mozaična tla so v rimskih vilah po vsej severni Afriki, v mestih, kot je Kartagina in jih je še vedno mogoče videti v obsežni zbirki narodnega muzeja Bardo v Tunisu v Tuniziji.
V grško-rimskem mozaiku sta obstajali dve glavni tehniki: opus vermiculatum je uporabljal drobne tesere, običajno kocke po 4 milimetre ali manj, izdelane pa so bile v delavnicah v razmeroma majhnih ploščah, ki so bile prenesene na lokacijo z lepljenjem na začasno oporo. Majhne tesere so omogočale zelo natančne podrobnosti in pristop k iluzionizmu slikarstva. Pogosto so v stene vstavili majhne plošče, imenovane emblemata ali kot poudarke večjih talnih mozaikov v bolj grobem delu. Običajna tehnika je bila opus tessellatum z večjimi teserami, ki so bile položene na mestu. Črne na belem ozadju je bil značilen italijanski slog, ki je bil brez dvoma cenejši od polno obarvanega dela. 
V Rimu so Neron in njegovi arhitekti uporabljali mozaike za pokrivanje nekaterih površin sten in stropov v Domus Aurea, zgrajeni leta 64, stenske mozaike pa najdemo tudi v Pompejih in sosednjih območjih. Vendar se zdi, da so figuralni zidni mozaiki šele v času krščanstva postali pomembna oblika umetniškega izražanja. Rimska cerkev Santa Costanza, ki je služila kot mavzolej za eno ali več cesarskih družin, ima na krožnem oboku tako verske mozaike kot dekorativne sekularne stropne mozaike, ki verjetno predstavljajo slog sodobne palače.
Mozaiki v Villa Romana del Casale v bližini kraja Piazza Armerina na Siciliji so največja zbirka poznoantičnih mozaikov na svetu in so zaščiteni na Unescovem seznamu svetovne dediščine. Velika vila rustica, ki je bila verjetno v lasti cesarja Maksimijana, je bila zgrajena večinoma v začetku 4. stoletja. Mozaiki so bili pokriti in zaščiteni 700 let pod plazom, ki se je zgodil v 12. stoletju. Najpomembnejša dela so Cirkuški prizori, 64 m dolga Velika lovska scena, Mali lov, Herkulova dela in slavni Dekleta v bikiniju, ki prikazujejo ženske, ki se ukvarjajo z različnimi športnimi dejavnostmi v oblačilih, ki spominjajo na bikini iz 20. stoletja. Peristil, cesarski apartmaji in terme so bili tudi okrašeni z okrasnimi in mitološkimi mozaiki . Druge pomembne primere rimske mozaične umetnosti na Siciliji so odkrili na Piazzi Vittoria v Palermu, kjer so odkrili dve hiši. Najpomembnejši prizori, ki so bili upodobljeni, so Orfejev mozaik, Lov Aleksandra Velikega in Štirje letni časi.
Leta 1913 so v libijskem mestu Zliten odkrili Zlitenski mozaik, rimski mozaik, znan po številnih prizorih gladiatorskih tekmovanj, lova in vsakdanjega življenja. Leta 2000 so arheologi, ki so delali v Leptis Magna v Libiji, odkrili petih pisanih mozaikov dolgih 9 m, ki so nastali v 1. ali 2. stoletju našega štetja. Mozaiki prikazujejo bojevnika v boju z jelenom, štiri mladeniče, ki se borijo s divjim bikom na tleh in gladiatorja, ki počiva od utrujenosti in strmi v svojega ubitega nasprotnika. Mozaiki so krasili stene hladnega bazena v termah v rimski vili. Mozaik gladiatorja so znanstveniki označili kot enega najboljših primerov mozaične umetnosti, ki so jih kdaj koli videli – »mojstrovina primerljiva po kakovosti z Aleksandrovim mozaikom v Pompejih«.
Poseben žanr rimskega mozaika se je imenoval asaroton (grško za 'neuporabna tla'). V slogu trompe l'oeil so upodobljeni ostanki praznovanj na tleh bogatih hiš. 
- Helenistični mozaik prikazuje Dioniza kot krilatega duha, ki  jaha tigra, Delosovi mozaiki v Delosu, južno Egejsko otočje, Grčija, konec 2. st. pr. n. št.
- Helenistični grški mozaik nimfe, ki jaha morsko bitje, iz palače Velikega mojstra, Rodos, Grčija, 2. st. pr. n. št.
- Rimski Odisejev mozaik, Kartagina, 2. st., zdaj v muzeju Bardo, Tunizija
- Mozaiki »Cave canem« (Pazite se psa) so bili priljubljen motiv za prag rimske vile
- Majhen del Velikega tlaka, rimski mozaik, položen leta 325 v  Woodchesteru v Gloucestershireu, Anglija
- Zlitenski mozaik kaže gladiatorje, 2. st.
- Rimski mozaik najden v Calleva Atrebatum (Silchester)
- Rimski mozaik dprikazuje poroko Dioniza in Ariadne, s Silenom in satirom, 2. st., Tunis, Tunisia
- Mozaik prikazuje Meduzo in figure letnih časov, Palencia, Španija, narejen med letoma 167 in 200.
- Mozaik atletinj z žogo v Villa Romana del Casale, Piazza Armerina, 4. st.
- Pozno rimski mozaik v Villa Romana La Olmeda, Španija, 4.—5. st.
- Detajl princese Skyros (iz večjega prizora Iliade, ki kaže njo in druge princese, ki se vlečejo nad Ahilom kot je videti Odisej, iz vile La Olmeda v Španiji, 4.—5. st.
- Parisova sodba, marmor, apnenec in steklene tesere, leto 115–150; iz hiše Atrium triclinium v Antiohije
- Triumf  Pozejdona in Amfitrite prikazuje par v procesiji, podrobnost mozaika iz Cirte, rimska Afrika, leto 315-325, Louvre
- Orfejev mozaik iz Caralisa, danes Cagliari (Italija), sedaj v Arheološkem muzeju v Torinu

### Krščanski mozaiki

#### Zgodnjekrščanska umetnost
Z izgradnjo krščanskih bazilik v poznem 4. stoletju so bili za krščanske namene sprejeti zidni in stropni mozaiki. Prvi primeri krščanskih bazilik niso ohranjeni, vendar še vedno obstajajo mozaiki Santa Constanze in Santa Pudenziane, obe iz 4. stoletja. Putti v ambulatoriju Santa Constanza še vedno sledijo klasični tradiciji, saj predstavljajo praznik Dioniza, ki simbolizira preobrazbo ali spremembo in je zato primeren za mavzolej, prvotno funkcijo te zgradbe. V drugi veliki Konstantinovi bazilik, baziliki Jezusovega rojstva v Betlehemu, so delno ohranjena prvotna mozaična tla s tipičnimi rimskimi geometrijskimi motivi. Tako imenovani Julijin grob, v bližini kripte pod baziliko svetega Petra, je obokana grobnica iz 4. stoletja s stenskimi in stropnimi mozaiki, ki kažejo krščanske interpretacije.  Galerijeva Rotunda v Solunu, ki je bila v 4. stoletju spremenjena v krščansko cerkev, je bila okrašena z zelo visoko umetniškimi mozaiki. Od prvotne dekoracije so ohranjeni le fragmenti, še posebej skupina, ki upodablja svetnike z dvignjenimi rokami v molitvi pred kompleksnimi arhitekturnimi fantazijami.
V naslednjem stoletju je Ravena, glavno mesto Zahodnega rimskega cesarstva, postala središče pozno rimske umetnosti mozaikov. Milano je bil v 4. stoletju tudi prestolnica zahodnega imperija. V kapelici sv. Akvilina v baziliki San Lorenzo so mozaiki, ki so bili narejeni konec 4. in v začetku 5. stoletja, prikazujejo Kristusa z apostoli in Elijino ugrabitev; ti mozaiki so izjemni zaradi svojih svetlih barv, naturalizma in privrženosti klasičnim kanonom redov in razmerij. Ohranjeni apsidni mozaik bazilike Sant'Ambrogio, ki prikazuje Kristusa, ki stoji pred sv. Gervazijem in sv. Protazijem ter angeli pred zlatim ozadjem, sega v 5. in 8. stoletje, čeprav je bil večkrat pozneje obnovljen. Krstilnica bazilike, ki je bila porušena v 15. stoletju, je imela obok z zlatimi lističi, od katerih so bile velike količine najdene ob izkopavanju. V majhnem svetišču San Vittore in ciel d'oro, ki je zdaj kapela v svetem Ambrožu, je vsa površina prekrita z mozaiki iz druge polovice 5. stoletja. Sveti Viktor je upodobljen v središču zlate kupole, medtem ko so figure svetnikov prikazane na stenah pred modrim ozadjem. Nizki spandreli dajejo prostor simbolom štirih evangelistov.
Albingaunum je bil glavno rimsko pristanišče Ligurije. Osmerokotna mestna krstilnica je bila v 5. stoletju okrašena z visokokakovostnimi modrimi in belimi mozaiki, ki predstavljajo apostole. Ohranjeno ostanki so nekoliko razdrobljeni. Massilia je ostala uspešno pristanišče in krščansko duhovno središče v južni Galiji, kjer so ugodne družbene in gospodarske razmere zagotavljale ohranitev mozaične umetnosti v 5. in 6. stoletju. Velika krstilnica, nekoč največja tovrstna stavba v zahodni Evropi, je imela geometrični talni mozaik, ki je znan le iz opisov iz 19. stoletja. Drugi deli škofijskega kompleksa so bili tudi okrašeni z mozaiki, kar potrjujejo nove najdbe, ki so bile odkrite v 2000-ih. Pogrebna bazilika svetega Victorja, zgrajena v kamnolomu zunaj obzidja, je bila okrašena z mozaiki, vendar je na stropu loka preživel le majhen delček modrih in zelenih zvitkov.
Mozaični tlak, na katerem so prikazani ljudje, živali in rastline iz prvotne oglejske stolnice iz 4. stoletja, se je ohranil v kasnejši srednjeveški cerkvi. Ta mozaik ima poganske motive, kot je nilotski prizor, za tradicionalno naturalistično vsebino pa je krščanska simbolika, kot so ihtis. Prve krščanske bazilike iz 6. stoletja Sant Eufemia, (Grado) in Santa Maria delle Grazie v Gradu imata tudi mozaična tla. 

#### Ravena
V 5. stoletju je bila Ravena glavno mesto Zahodnega rimskega cesarstva in postala središče poznoantične umetnosti mozaika. Mavzolej Gale Placidije je bil v letih 425–430 okrašen z mozaiki visoke umetniške kakovosti. Oboki majhne, križno oblikovane strukture so oblečeni z mozaiki na modri podlagi. Osrednji motiv nad križiščem je zlati križ sredi zvezdnega neba. Druga velika zgradba, ki jo je zgradil Gala Placidij, je bila cerkev svetega Janeza Evangelista. Postavila jo je v zaobljubo, ki jo je dal, ko je pobegnil iz smrtonosne nevihte leta 425 na pomorskem potovanju iz Konstantinopola v Raveno. Mozaiki so upodabljali nevihto, portrete članov zahodne in vzhodne cesarske družine ter ravenskega škofa Petra Krisologa. Znani so le iz renesančnih virov, saj so bili skoraj vsi uničeni leta 1747. [11]
Ostrogoti so ohranili tradicijo v 6. stoletju, o čemer pričajo mozaiki Arijanski krst, Neonova krstilnica, nadškofova kapela in mozaiki v baziliki San Vitale in baziliki Sant'Apollinare Nuovo.
Po letu 539 so Rimljani ponovno osvojili Raveno v obliki Vzhodnega rimskega cesarstva (Bizantinsko cesarstvo) in je postala sedež Ravenske eksarhije. Največji razvoj krščanskih mozaikov se je odvijal v drugi polovici 6. stoletja. Izjemni primeri bizantinske mozaične umetnosti so kasnejši mozaiki v baziliki San Vitale in baziliki Sant'Apollinare Nuovo. Mozaik, ki prikazuje cesarja Justinijana I. in cesarico Teodoro v baziliki San Vitale, je bil narejen kmalu po bizantinskem osvajanju. Mozaiki bazilike Sant'Apollinare v Classe so bili narejeni okoli leta 549. Antiarijanska tema je očitna v mozaiku apside San Michele v Affricisco, uničeni leta 545–547 (večinoma uničeni; ostanki so v Berlinu).
Zadnji primer bizantinskih mozaikov v Raveni je naročil škof Reparat med letoma 673-79 v baziliki Sant'Apollinare v Classe. Mozaična plošča v apsidi, ki prikazuje škofa s cesarjem Konstantinom IV., je očitno imitacija Justinijanove plošče v San Vitalu.

#### Butrint
Zdi se, da je mozaični tlak bazilike Vrina v Butrintu v Albaniji datiran že pred krstilnico, ki izvira iz zadnje četrtine 5. ali prvih let 6. stoletja. V mozaiku so prikazani različni motivi, vključno z morskimi bitji, pticami, zemeljskimi zvermi, sadjem, cvetjem, drevesi in abstraktnimi liki, ki so zasnovani tako, da prikazujejo zemeljski raj Božjega stvarstva. Na tej shemi sta dve veliki tabli tabulae ansatae, ki nosita napise. Različne ribe, rakovice, jastog, kozice, gobe, cvetje, jelen in dve križanji obkrožata manjša od dveh napisov, ki se glasita: »V izpolnitvi zaobljube (molitve) tistih, katerih imena Bog ve. Ta anonimni posvečen napis je javna predstavitev ponižnosti dobrotnikov in priznanje Božjega vsevednosti«.
Bogata raznolikost naravnega življenja, prikazana v mozaikih Butrinta, slavi bogastvo Božjega stvarstva; nekateri elementi imajo tudi posebne konotacije. Kantar in vaza se nanašata na evharistijo, simbol Kristusove žrtve, ki vodi do odrešenja. Pavi so simboli raja in vstajenja; kažejo, da jedo ali pijejo iz vaze, označujejo pot do večnega življenja. Jeleni ali kozorogi so bili pogosto uporabljeni kot podobe zvestega ambicioznega Kristusa: »Kakor želi srce vodni potok, tako bodo moje duše hrepenele po tebi, o Bog«. Vodne ptice, ribe in druga morska bitja lahko kažejo na krst in na člane Cerkve, ki se krstijo.

#### Pozna antika in zgodnji srednji vek
V Rimu je tudi cvetela krščanska mozaična umetnost, ki je v zgodnjem srednjem veku postopoma nazadovala. Mozaiki iz 5. stoletja so nad slavolokom in v ladji bazilike Santa Maria Maggiore. 27 ohranjenih panelov ladje je najpomembnejši mozaični cikel v Rimu v tem obdobju. Druga dva mozaika iz 5. stoletja sta izgubljena, vendar ju poznamo iz risb iz 17. stoletja. V apsidnem mozaiku Sant'Agata dei Goti (462–472, uničena leta 1589) je Kristus sedel na globusu z dvanajstimi apostoli, ki so ga obdajali, šest na obeh straneh. V Sant'Andrea v Catabarbari (468–483, uničeni leta 1686) se je Kristus pojavil v središču, obojestransko obkrožen s tremi apostoli. Štirje tokovi so tekli iz planine, ki podpira Kristusa. Originalni mozaik Santa Sabine iz 5. stoletja je zamenjala zelo podobna freska Taddea Zuccarija leta 1559. Kompozicija je verjetno ostala nespremenjena: Kristus ob robu moških in ženskih svetnikov, ki sedijo na hribu, ko jagnje pije iz potoka pri njegovih nogah. Vsi trije mozaiki so imeli podobno ikonografijo.
V Rimu so deli iz 6. stoletja redki, toda mozaiki znotraj slavoloka bazilike San Lorenzo fuori le Mura sodijo spadajo v to obdobje. Kapela ss. Primo e Feliciano v Santo Stefanu Rotondo ima zelo zanimive in redke mozaike iz 7. stoletja. Kapelo je zgradil papež Teodor I. kot družinsko grobnico.
V 7. in 9. stoletju je Rim padel pod vpliv bizantinske umetnosti, opazen na mozaikih Santa Prassede, Santa Maria v Domnici, Sant'Agnese fuori le Mura, Santa Cecilii v Trastevereju, Santi Nereo e Achilleo in kapeli San Venanzio. San Giovanni v Lateranu. Velika jedilnica papeža Leona III. v Lateranski palači je bila okrašena tudi z mozaiki. Vsi so bili uničeni pozneje, razen enega primera, tako imenovanega Triclinio Leoniana, katerega kopija je bila izdelana v 18. stoletju. Še eno veliko delo papeža Leona, apsidni mozaik v Santa Susanni, je na eni strani upodobljal Kristusa s papežem in Karlom Velikim ter  SS. Susanno in Felicity na drugi. Leta 1585 je bila med prenovo ometana. Papež Pashal I. (817–824) je cerkev Santo Stefano del Cacco okrasil z apsidnim mozaikom, ki je papeža upodobil z vzorcem cerkve (uničena leta 1607).
Drobni mozaik iz 8. stoletja,  Sveti trije kralji, je eden redkih preostalih kosov srednjeveškega okrasja Stare bazilike sv. Petra, porušene v poznem 16. stoletju. Dragoceni fragment se hrani v zakristiji Santa Maria in Cosmedin. To dokazuje visoko umetniško kakovost uničenih mozaikov sv. Petra.

#### Bizantinski mozaiki
Mozaiki so bili bolj osrednji del bizantinske kulture kot pa zahodne Evrope. Bizantinska notranjost cerkve je bila na splošno prekrita z zlatimi mozaiki. Mozaična umetnost je cvetela v Bizantinskem cesarstvu od 6. do 15. stoletja. Večina bizantinskih mozaikov je bila med vojnami in osvajanji uničena, preživeli ostanki pa so še vedno v redu. 
Velike zgradbe cesarja Justinijana, kot je Hagija Sofija v Carigradu, cerkev Nea v Jeruzalemu in obnovljena cerkev Jezusovega rojstva v Betlehemu, so bile zagotovo okrašene z mozaiki, vendar noben od njih ni ohranjen.
Pomembni fragmenti so se ohranili v mozaičnih tleh Velike palače v Carigradu, ki je bila naročena v času Justinijanove vladavine. Figure, živali, rastline so povsem klasične, vendar so posejane pred navadnim ozadjem. Portret moškega, verjetno gotskega poglavarja, velja za najpomembnejši ohranjen mozaik Justinijanove dobe. Tako imenovani mali sekreton palače je bil zgrajen v času vladavine Justinijana II. okoli 565–577. Nekateri fragmenti mozaikov iz tega obokanega prostora so ohranjeni. Motivi vinske trte so zelo podobni tistim v Santa Constanzi in še vedno tesno sledijo klasični tradiciji. V cerkvi Ahejropoeta (5. – 6. stoletje) so ostanki cvetličnega okrasja.
V 6. stoletju je Ravena, glavno mesto bizantinske Italije, postala središče izdelave mozaikov. Tudi Istra se je ponašala s pomembnimi primeri iz tega obdobja. Eufrazijeva bazilika v Parentiumu je bila zgrajena sredi 6. stoletja in okrašena z mozaiki, ki prikazujejo Bogorodico ob robu angelov in svetnikov.
Fragmenti ostajajo iz mozaika cerkve Santa Maria Formosa v Pulji. Ta dela so v 6. stoletju izdelali umetniki iz Konstantinopla. Njihov čisti bizantinski slog se razlikuje od sodobnih ravenskih mozaikov.
Zelo malo zgodnje bizantinskih mozaikov je preživelo ikonoklastično uničenje 8. stoletja. Med redkimi primeri je mozaik iz 6. stoletja Kristus v slavi (ali Ezekielovi videnje) v apsidi cerkve Hosios David v Solunu, ki je bil skrit za malto v teh nevarnih časih. Devet mozaičnih plošč v cerkvi Hagios Demetrios, ki so bile izdelane med letoma 634 in 730, je prav tako ušlo uničenju. Nenavadno skoraj vsi predstavljajo sv. Demetrija iz Soluna, pogosto s prosilci pred njim.
V ikonoklastičnem obdobju so bili tudi figuralni mozaiki obsojeni kot malikovanje. Ikonoklastične cerkve so krasile navadni zlati mozaiki z enim velikim križem v apsidi, kot je Hagija Irene v Carigradu (po 740). Podobni križi so bili v apsidi cerkve Hagije Sofije v Solunu in v cerkvi v Niceji. Križe so po zmagi nadomestili s podobo Bogorodice v obeh cerkvah (787–797 in v 8./9. stoletju, cerkev v Niceji je bila popolnoma porušena leta 1922).
Podobna podoba Bogorodice, ki sta jo spremljala dva arhangela, je bila izdelana za Hagijo Sofijo v Carigradu leta 867. Na napisu posvečenosti piše: »Podobe, ki so jih prevaranti tukaj zapustili, pobožni cesarji, so jih spet postavili«. V 870-ih so tako imenovani veliki tajnik Velike palače v Carigradu okrasil podobe štirih velikih ikonodulskih patriarhov.
Post-ikonoklastično obdobje je bilo razcvet bizantinske umetnosti z najlepšimi mozaiki. Mozaiki makedonske renesanse (867–1056) so skrbno pomešali tradicionalizem z inovativnostjo. Konstantinoplski mozaiki tega obdobja so sledili dekorativni shemi, ki so jo najprej uporabili pri cesarja Bazilija I., Nea Ekklesia. Ne samo, da je bil ta prototip v celoti uničen, temveč je vsak preživeli ostanek vključen tako, da je treba preiti iz cerkve v cerkev, da bi rekonstruirali sistem.
Zanimiv sklop mozaikov iz makedonskega obdobja je dekoracija samostana Hosios Loukas. V narteksu je Križanje, Pantokrator in Anastazija nad vrati, v cerkvi pa Bogorodica (apsida), Binkošti, prizori iz Kristusovega življenja in eremit sveti Lukas (vsi narejeni pred letom 1048). Prizori so obdelani z minimalnimi podrobnostmi, plošče pa obvladuje zlata.
Samostan Nea Moni na Hiosu je ustanovil Konstantin IX. Monomah leta 1043–1056. Izjemen mozaični okras kupole, kaže verjetno devet redov angelov, je bil uničen leta 1822, vendar so se ohranile druge plošče (Bogorodica z dvignjenimi rokami, štirje evangelisti s serafini, prizori iz Kristusovega življenja in zanimiva Anastazija, kjer kralj Salomon spominja na Konstantina Monomaha). ). V primerjavi z Osios Loukas, mozaiki Nea Moni vsebujejo več figur, podrobnosti, pokrajine in prizorišč.
Drugo veliko delo Konstantina Monomaha je bila obnova cerkve Svetega groba v Jeruzalemu med letoma 1042 in 1048. Mozaik, ki je prekrival obzidje in kupolo stavbe ni ohranjen, a je ruski opat Daniel, ki je leta 1106 obiskal Jeruzalem - 1107 zapustil opis: »Živahni mozaiki svetih prerokov so pod stropom, nad tribunami. Na oltarju je mozaična Kristusova podoba. Na glavnem oltarju je viden mozaik rojstvo Adama. Kristusov vnebohod. Oznanjenje zavzema dva stebra ob oltarju«. 
V samostanu Dafni je najbolj ohranjeni kompleks mozaikov iz zgodnjega obdobja Comnenan (okrog leta 1100), ko je bil strog in hieratičen način, značilen za makedonsko obdobje, ki ga je predstavljala čudovita slika Kristusa Pantokratorja v kupoli, preoblikovana v bolj intimen in občutljiv slog, od katerega Angel pred sv. Joakimom - s svojo pastoralno kuliso, harmoničnimi gestami in zamišljeno liriko - šteje za odličen primer.
Mozaiki iz 9. in 10. stoletja Hagije Sofije v Carigradu so res klasična bizantinska umetniška dela. Severni in južni timpanon pod kupolo sta bila okrašena z liki prerokov, svetnikov in patriarhov. Nad glavnimi vrati iz narteksom lahko vidimo cesarja, ki kleči pred Kristusom (konec 9. ali zgodaj 10. stoletje). Nad vrati, od jugozahodnega predprostora do narteksa, drugi mozaik prikazuje Bogorodico s Justinijanom in Konstantinom. Justinijan I. daruje Mariji model cerkve, medtem ko Konstantin v roki drži model mesta. Oba cesarja sta brez brade - to je primer zavestnega arhaiziranja, saj so bili sodobni bizantinski vladarji bradati. Mozaična plošča na galeriji prikazuje Kristusa s Konstantinom Monomahom in cesarico Zoe (1042–1055). Cesar daje Kristusu vrečo denarja kot darilo za cerkev.
Kupola cerkve Hagije Sofije v Solunu je okrašena z mozaikom Vnebovzetja (ok. 885). Kompozicija spominja na velike krstilnice v Raveni, z apostoli, ki stojijo med palmami in Kristusom v sredini. Shema je nekoliko nenavadna, saj je standardna post-ikonoklastična formula za kupole vsebovala samo podobo Pantokratorja.
Obstaja zelo malo obstoječih mozaikov iz obdobja  Komnenov, toda ta skromnost mora biti posledica nesreč preživetja in daje zavajajoč vtis. Edini ohranjeni mozaični del iz 12. stoletja v Carigradu je plošča v Hagiji Sofiji s prikazom cesarja Ivana II. in cesarice Irene z Marijo (1122–34). Še posebej izstopa cesarica z dolgimi spletenimi lasmi in rožnatimi lici. To mora biti resnična podoba, ker je bila Irena res rdečelaska kot pove njeno prvotno madžarsko ime. Sosednji portret cesarja Alekseja I. Komnena na slopu (iz leta 1122) je prav tako oseben. Cesarski mavzolej rodbine Komnenov, samostan Pantokrator, je bil zagotovo okrašen z velikimi mozaiki, vendar so bili kasneje uničeni. Pomanjkanje komnenskih mozaikov zunaj prestolnice je še bolj očitno. V apsidi stolnice v Serresu je le Obhajilo apostolov.
Osupljiva tehnična novost v obdobju Komnenov je bila izdelava zelo dragocenih, miniaturnih mozaičnih ikon. Na teh ikonah so bile na leseni plošči v vosku ali smoli nameščene majhne kocke (s stranicami 1 mm ali manj). Ti izdelki izjemne izdelave so bili namenjeni zasebnemu čaščenju. Spremenjenje v Louvru je zelo lep primer iz poznega 12. stoletja. Miniaturni mozaik Kristusa v Museo Nazionale v Firencah ponazarja bolj nežno, humanistično predstavo o Kristusu, ki se je pojavila v 12. stoletju.
Opustošenje Konstantinoplja leta 1204 je povzročilo propad mozaične umetnosti naslednjih pet desetletij. Po tem, ko je Mihael VIII. Paleolog ponovno osvojil mesto leta 1261 je bila obnovljena Hagija Sofija, na južni galeriji pa je nastala čudovita nova Deesis. Ta ogromna plošča figurama v dve in pol krat naravni velikosti je resnično velika zaradi velikega obsega in vrhunske izdelave. Deesis v Hagiji Sofiji je verjetno najbolj znan bizantinski mozaik v Carigradu.
Samostan Pammakaristos je ob koncu 13. stoletja obnovil cesarski uradnik Michael Glabas. Ohranjena je le mozaična dekoracija majhne Glabasove grobne kapele (parekklesion). To kupolasto kapelo je zgradila njegova vdova, Marta okoli leta 1304–08. V miniaturni kupoli je mogoče videti tradicionalni lik Pantokratorja z dvanajstimi preroki. Nenavadno je apsida okrašena z Deesis, verjetno zaradi pogrebne funkcije kapele.
Cerkev sv. Apostolov v Solunu je bila zgrajena leta 1310–14. Čeprav so nekateri vandali sistematično odstranili zlate kocke iz ozadja, je mogoče videti, da Pantokrator in preroki v kupoli sledijo tradicionalnemu bizantinskemu vzorcu. Številni detajli so podobni mozaikom samostana Pammakaristos, zato naj bi v obeh stavbah delala ista ekipa mozaikov. Druga stavba s pripadajočo dekoracijo mozaikov je cerkev Theotokos Paregoritissa v Arti. Cerkev je leta 1294-96 ustanovil epirski despot. V kupoli je tradicionalni Pantokrator, spodaj so preroki in kerubi.
Največje mozaično delo paleološke renesanse v umetnosti je dekoracija cerkev svetega Odrešenika v Hori v Carigradu. Čeprav mozaiki naosa niso ohranjeni razen treh plošč, je dekoracija eksonarteksa in esonarteksa najpomembnejši mozaični cikel v Carigradu po Hagiji Sofiji. Uničili so jih okoli leta 1320 po naročilu Teodorja Metohita. Esonarteks ima dve kupoli, ki sta posebej izdelani za idealno nastavitev mozaičnih podob Kristusovih prednikov. Južna se imenuje Kupola Pantokratorja, severna pa Kupola Bogorodice. Najpomembnejša plošča esonarteksa prikazuje Teodorja Metohita, ki nosi ogromen turban in Kristusu predstavlja model cerkve. Stene obeh narteksov so okrašene z mozaičnimi cikli iz življenja Device in Kristusovega življenja. Ti panoji kažejo vpliv italijanskega trecenta na bizantinsko umetnost, še posebej na bolj naravno okolico, krajino, figure.
Zadnji bizantinski mozaik je bil ustvarjen za Hagijo Sofijo v Konstantinoplu sredi 14. stoletja. Veliki vzhodni lok stolnice se je porušil leta 1346, ko je padla tretja glavna kupola. Leta 1355 je bila obnovljena ne le velika slika Pantokratorja, temveč so bili postavljeni novi mozaiki na vzhodnem loku, ki prikazujejo Bogorodico, Krstnika in cesarja Ivana V. Paleologa (odkrita šele leta 1989).
Poleg velikih mozaikov so za dvor in plemiče Paleologov izdelali več miniaturnih mozaičnih ikon izjemne kakovosti. Najlepši primeri iz 14. stoletja so Oznanjenje v Muzeju Viktorije in Alberta ter mozaični diptih v zakladnici Firenške stolnice, ki predstavlja Dvanajst praznovanj Cerkve.
V težavnih letih 15. stoletja si smrtno oslabljen imperij ni mogel privoščiti razkošnih mozaikov. Cerkve so bile v tem času in po turškem osvajanju okrašene s stenskimi poslikavami.

#### Rim v visokem srednjem veku
Zadnje veliko obdobje rimske mozaične umetnosti je bilo od 12. do 13. stoletja, ko je Rim razvil svoj značilni umetniški slog, brez strogih pravil vzhodne tradicije in z bolj realističnim upodabljanjem figur v prostoru. Znana dela tega obdobja so cvetni mozaiki bazilike San Clemente, fasada Santa Maria in Trastevere in bazilika sv. Pavla zunaj obzidja, Rim. V čudovitem mozaiku apside Santa Maria in Trastevere (1140) sta Kristus in Marija, ki sedita drug ob drugem na nebeškem prestolu, prvi primer te ikonografske sheme. Podoben mozaik, Kronanje Device Marije, krasi apsido Santa Maria Maggiore. Je delo Jacopa Torritija iz leta 1295. Mozaiki Torritija in Jacopa da Camerina v apsidi svetega Janeza v Lateranu iz leta 1288–94 so bili temeljito obnovljeni leta 1884. Mozaik apside San Crisogono je pripisan Pietru Cavalliniju, največjemu rimskemu slikarju 13. stoletja. Šest prizorov iz Marijinega življenja v Santa Maria in Trastevere je prav tako izdelal Cavallini leta 1290. Ti mozaiki so pomembni zaradi njihove realistične upodobitve in poskusa perspektive. Zanimiv je mozaični medaljon iz leta 1210 nad vrati cerkve San Tommaso v Formisu, ki kaže Kristusa na prestolu med belim in črnim sužnjem. Cerkev je pripadala Redu svete Trojice, ki je bila namenjena odkupu krščanskih sužnjev.
Velik mozaik Navicella (1305–1313) v atriju starega sv. Petra pripisujejo Giottu di Bondoneju. Velikanski mozaik, ki ga je naročil kardinal Jacopo Stefaneschi, je bil prvotno postavljen na vzhodnem portiku stare bazilike in je zasedal celotno steno nad vhodno arkado s pogledom na dvorišče. Prikazoval je svetega Petra hoditi po vodah. To izjemno delo je bilo v glavnem uničeno med gradnjo novega sv. Petra v 17. stoletju. Navicella pomeni 'majhna ladja', in se nanaša na ladjo, ki je obvladovala prizorišče in katere jadro, napolnjeno z nevihto, je viselo nad obzorjem. Takšna naravna predstavitev morske pokrajine je bila znana le iz antičnih umetniških del.

#### Sicilija
Razcvet izdelave mozaikov na Siciliji je bil čas neodvisnega Normanskega kraljestva v 12. stoletju. Normanski kralji so sprejeli bizantinsko tradicijo dekoracije mozaikov, da bi okrepili nekoliko dvomljivo zakonitost svoje vladavine. Grški mojstri, ki so delali na Siciliji, so razvili svoj slog, ki kaže vpliv zahodnoevropskih in islamskih umetniških tendenc. Najboljši primeri sicilijanske mozaične umetnosti so Palatinska kapela Rogerija II., [14] cerkev Martorana v Palermu in bazilika, stolnica v Cefalùju in Monrealska stolnica.
Palatinska kapela jasno kaže dokaze za mešanje vzhodnega in zahodnega sloga. Kupola (1142–42) in vzhodni konec cerkve (1143–1154) sta bila okrašena s tipičnimi bizantinskimi mozaiki, to je Pantokratorjem, angeli, prizori iz Kristusovega življenja. Tudi napisi so napisani v grščini. Pripovedni prizori v ladji (Stara zaveza, življenje sv. Petra in Pavla) spominjajo na mozaike starega sv. Petra in bazilike sv. Pavla v Rimu (latinski napisi, 1154–66).
Martorana (okrašena okoli leta 1143) je bila prvotno še bolj bizantinska, čeprav so bili kasneje pomembni deli porušeni. Mozaik v kupoli je podoben mozaiku v Palatinski kapeli, pri čemer je Kristus na prestolu v sredini in štirje podolgovati angeli. Grški napisi, dekorativni vzorci in evangelisti v trompah so očitno delo istih grških mojstrov, ki so delali na Palatinski kapeli. Mozaik, ki kaže Rogerija II., oblečenega v bizantinske cesarske obleke in ki mu je Kristus prinesel krono, je bil prvotno v porušenem narteksu skupaj z drugo ploščo, marijo z Georgijem iz Antiohije, ustanoviteljem cerkve.
V Cefalùju (1148) so bili mozaiki prekriti le v visokem, francoskem gotskem prezbiteriju: Pantokrator na polkupoli apside in kerubina v oboku. Na stenah so latinski in grški svetniki, z grškimi napisi.
Monrealski mozaiki predstavljajo največjo tovrstno dekoracijo v Italiji in obsegajo 0,75 hektarja z najmanj 100 milijoni steklenih in kamnitih teser. To veliko delo je bilo izvedeno med letoma 1176 in 1186 na ukaz kralja Viljema II. Sicilski|Viljema II.]]. Ikonografija mozaikov v prezbiteriju je podobna Cefalùju, medtem ko so slike v ladji skoraj enake kot pripovedni prizori v Palatinski kapeli. Mozaik v Martorani Rogerija II., ki ga je blagoslovil Kristus, je bil ponovljen z likom kralja Viljema II.. Na drugi plošči je prikazan kralj, ki model stolnice ponuja Mariji.
Stolnica v Palermu, ki jo je istočasno obnovil nadškof Valter (1172–85), je bila tudi okrašena z mozaiki, vendar noben od njih ni preživel razen podobe Madonna del Tocco iz 12. stoletja nad zahodnim portalom.
Stolnica v Messini, posvečena leta 1197, je bila okrašena z velikim mozaičnim ciklom, prvotno par s Cefalùjem in Monrealom, vendar je bil močno poškodovan in večkrat pozneje obnovljen. V levi apsidi so ohranjeni mozaiki iz 14. stoletja, ki predstavljajo marijo in otroka med svetnicama Agato in Lucijo, nadangela Gabriel in Mihael ter kraljico Eleonoro in Elisabeto.
Tudi južna Italija je bila del normanskega kraljestva, vendar pa na tem območju niso ohranjeni veliki mozaiki, razen finega mozaičnega tlaka stolnice v Otrantu iz leta 1166, z mozaiki, vezanimi na drevo življenja, večinoma še ohranjeni. Prizori so biblijski liki, bojevniški kralji, srednjeveške zveri, alegorije mesecev in delovne aktivnosti. Od prvotnega mozaičnega okrasja normanske stolnice v Amalfiju so ohranjeni le fragmenti. Mozaični amboni v cerkvah Ravella dokazujejo, da je bila mozaična umetnost v južni Italiji v 11. stoletju zelo razširjena.
Palače normanskih kraljev so bile okrašene z mozaiki, ki prikazujejo živali in pokrajine. Sekularni mozaiki so na videz bolj vzhodnega značaja kot veliki verski cikli in kažejo močan perzijski vpliv. Najpomembnejši primeri so Sala di Ruggero v Palazzo dei Normanni v  Palermu in Sala della Fontana v poletni palači Zisa, oba iz 12. stoletja

#### Benetke
V delih Italije, ki so bili pod vzhodnimi umetniškimi vplivi, kot sta bili Sicilija in Benetke, izdelava mozaika v srednjem veku ni nikoli izginila iz mode. Celotna notranjost bazilike sv. Marka v Benetkah je oblečena z razkošnimi zlatimi mozaiki. Najstarejše prizore so izdelali grški mojstri konec 11. stoletja, večina mozaikov pa so dela domačih umetnikov iz 12. do 13. stoletja. Dekoracija cerkve je bila dokončana šele v 16. stoletju. Sto deset prizorov mozaikov v atriju sv. Marka je temeljilo neposredno na miniaturah iz 1. Mojzesove knjige, bizantinskega rokopisa, ki so ga prinesli v Benetke po zasedbi Konstantinopla (1204). Mozaiki so bili uničeni leta 1220.
Drugi pomembni beneški mozaiki so v stolnici svete Marije vnebovzete v Torcellu iz 12. stoletja in v baziliki svete Marije in Donata v Muranu z obnovljenim mozaikom apside iz 12. stoletja in lepim mozaičnim tlakom (1140). Apsida cerkve San Cipriano v Muranu je bila okrašena z impresivnim zlatim mozaikom iz začetka 13. stoletja, ki je prikazoval Kristusa z Marijo, sv. Janezom in dvema svetnikoma, Cipriano in Cipriana. Ko je bila cerkev porušena v 19. stoletju, jo je kupil Friderik Viljem IV.  Pruski. Ponovno je bila zgrajena v Friedenskirche v Potsdamu leta 1840.
Trst je bil tudi pomembno središče mozaične umetnosti. Mozaiki v apsidi stolnice svetega Justa so postavili mojstri iz Benečije v 12. – 13. stoletju.

#### Srednjeveška Italija
Samostan Grottaferrata, ki so ga ustanovili grški bazilijanski menihi in ga je leta 1024 posvetil papež, je bil okrašen z italo-bizantinskim mozaikom, od katerih so nekateri ohranjeni v narteksu in notranjosti. Mozaiki na slavoloku prikazujejo dvanajst apostolov, ki sedijo ob praznem prestolu in spremljajo Kristusov vzpon na nebesa. To je bizantinsko delo iz 12. stoletja. Nad glavnim portalom je čudovita Deesis iz 11. stoletja.
Opat Monte Cassina, Desiderij je poslal odposlance v Konstantinopel po letu 1066, da bi najel strokovnjake za bizantinske mozaike za dekoracijo obnovljene opatijske cerkve. Po kronistu Leu Ostijskem so grški umetniki okrasili apsido, lok in predprostor bazilike. Njihova dela so občudovali sodobniki, vendar so baziliko v poznih stoletjih popolnoma uničili, razen dveh fragmentov, ki prikazujejo pse hrte (sedaj v muzeju Monte Cassino). »Opat se je v svoji modrosti odločil, da je treba v teh umetnostih temeljito izobraziti več mladih menihov«, pravi kronist o vlogi Grkov pri oživljanju mozaične umetnosti v srednjeveški Italiji.
V Firencah veličasten mozaik Poslednje sodbe krasi kupolo krstilnice. Najstarejši mozaiki, umetniška dela številnih neznanih beneških obrtnikov (tudi verjetno Cimabue), izvirajo iz leta 1225. Pokrivanje stropa najverjetneje ni bilo dokončano do 14. stoletja.
Impresiven mozaik Kristusa v slavi, obdan z Blaženo Devico in sv. Janezom Evangelistom v apsidi stolnice v Pisi, je zasnoval Cimabue leta 1302. Slikarsko spominja na Monreale. Preživel je velik požar leta 1595, ki je uničil večino srednjeveške notranje opreme.
Včasih so bile ne samo notranjosti cerkve, temveč tudi fasade v Italiji okrašene z mozaiki, kot v primeru bazilike sv. Marka v Benetkah (večinoma iz 17. do 19. stoletja, vendar najstarejša iz leta 1270–75, Pokop sv. Marka v prvi baziliki), stolnica v Orvietu (zlati gotski mozaiki iz 14. stoletja, večkrat obnovljeni) in bazilika San Frediano v Lucci (velik, presenetljiv zlat mozaik, ki predstavlja Kristusov vnebohod z apostoli spodaj, oblikoval Berlinghiero Berlinghieri v 13. stoletju). Na zgornji fasadi je okrašena tudi stolnica v Spoletu z ogromnim mozaikom, ki prikazuje Blaženega Kristusa (podpisal ga je Solsternus iz leta 1207).

#### Zahodna in centralna Evropa
Po Alpah je bil prvi pomemben primer umetnosti mozaika dekoracija Palatinske kapele v Aachnu, ki jo je naročil Karel Veliki. Leta 1650 je bila popolnoma uničena v požaru. Eden redkih primerov preživelih karolinških mozaikov je apsidna pol-kupolasta dekoracija oratorija Germigny-des-Prés, ki ga je v 805–806 zgradil škof Teodulf iz Orléansa in prikazuje figure karolinške renesanse. To edinstveno umetniško delo, ponovno odkrito šele v 19. stoletju, ni imelo nobenih sledilcev.
Edini skromni ostanki dokazujejo, da so se v zgodnjem srednjem veku še uporabljali mozaiki. Opatija Saint-Martial v Limogesu, ki je bila prvotno pomembno romarsko mesto, je bila v času francoske revolucije popolnoma porušena, razen njene kripte, ki je bila ponovno odkrita v 1960-ih. Izkopali so mozaik, ki je datiran v 9. stoletje. Neprimerno uporablja tesere pozlačenega stekla in globoko zelen marmor, ki so verjetno vzeti iz starih tlakov. To se je lahko zgodilo tudi z mozaikom iz začetka 9. stoletja, ki ga najdemo pod baziliko Saint-Quentin v Pikardiji, kjer so kopirali antične motive, vendar z uporabo preprostih barv. Mozaiki v stolnica svetega Janeza Krstnika v Lyonu so bili datirani v 11. stoletje, ker uporabljajo enake ne-antične preproste barve. Na mestu Saint-Croix na Poitiersu je bilo najdenih več fragmentov, ki so lahko iz 6. ali 9. stoletja
Kasneje je freska zamenjala bolj delovno intenzivno tehniko mozaika v zahodni Evropi, čeprav so bili mozaiki včasih uporabljeni kot okras na srednjeveških stolnicah. Bazilika madžarskih kraljev v Székesfehérvárju (Alba Regia) je imela v apsidi mozaično dekoracijo. Verjetno je bilo delo beneških ali ravenskih obrtnikov, ki so jih usmrtili v prvih desetletjih 11. stoletja. Mozaik je bil skoraj popolnoma uničen skupaj z baziliko v 17. stoletju. Zlata vrata stolnice sv. Vida v Pragi so dobila ime po zlatem mozaiku iz 14. stoletja Poslednja sodba nad portalom. Izdelali so jo beneški obrtniki.
Križarji v Sveti deželi so sprejeli tudi mozaični okras pod lokalnim bizantinskim vplivom. Med obnovo cerkve Božjega groba v Jeruzalemu v 12. stoletju so obstoječe bizantinske mozaike dopolnili z novimi. Skoraj nič od njih ni preživelo, razen Kristusovega vnebohoda v latinski kapeli (zdaj zmedeno obkrožen z mnogimi mozaiki 20. stoletja). Večji fragmenti so bili ohranjeni iz mozaičnega okrasja 12. stoletja v baziliki Jezusovega rojstva v Betlehemu. Mozaiki v ladji so razporejeni v petih vodoravnih pasovih s figurami Kristusovih prednikov, cerkvenih svetov in angelov. V apsidah lahko vidimo Oznanjenje, Rojstvo, Čaščenje kraljev in Marijino Vnebovzetje. Program preurejanja cerkve je bil dokončan leta 1169 kot edinstveno sodelovanje bizantinskega cesarja, jeruzalemskega kralja in latinske cerkve.
Leta 2003 so pod ruševinami samostana Bizere pri reke Mureș v današnji Romuniji odkrili ostanke mozaičnega tlaka. Plošče prikazujejo resnične ali fantastične živalske, cvetne, sončne in geometrijske predstavitve. Nekateri arheologi so domnevali, da gre za tla pravoslavne cerkve, zgrajene med 10. in 11. stoletjem. Drugi strokovnjaki trdijo, da je bil del kasnejšega katoliškega samostana, saj kaže znake močnega italijanskega vpliva. Samostan je bil takrat na ozemlju Kraljevine Ogrske.

#### Renesansa in barok
Čeprav so se mozaiki umaknili iz mode in so jih zamenjale freske, so nekateri veliki renesančni umetniki delali tudi s staro tehniko. Rafaelovo Ustvarjanje sveta v kupoli kapele Chigi v Santa Maria del Popolo je pomemben primer, ki ga je izvedel beneški obrtnik Luigi di Pace.
Med papeštvom Klemen VIII. (1592–1605) je bila ustanovljena »Congregazione della Reverenda Fabbrica di San Pietro«, ki je zagotavljala neodvisno organizacijo, ki je bila zadolžena za dokončanje dekoracij v novo zgrajeni baziliki sv. Petra. V glavnem so okrašeni z mozaiki. Med razlagami so:
1. Stara bazilika sv. Petra je bila okrašena z mozaikom, kot je bilo običajno v cerkvah, zgrajenih v zgodnjem krščanstvu; 17. stoletje je sledilo tradiciji za povečanje kontinuitete.
2. V taki cerkvi z visokimi zidovi in nekaj okni so bili mozaiki svetlejši in so odsevali več svetlobe.
3. Mozaiki so imeli daljšo življenjsko dobo kot freske ali platna.
4. Mozaiki so bili povezani z zlatarskim okrasom, ki jih je oplemenitil.

V mozaikih sv. Petra so pogosto prikazane živahne baročne kompozicije, ki temeljijo na zasnovah ali platnih Ciroja Ferrija, Guida Renija, Domenichina, Carla Maratta in mnogih drugih. Rafaela predstavlja mozaična replika te zadnje slike, Spremenjenje. Številni različni umetniki so prispevali mozaike v 17. in 18. stoletju, med njimi so bili Giovanni Battista Calandra, Fabio Cristofari (umrl 1689) in Pietro Paolo Cristofari (umrl 1743) . Dela Fabbrice so se pogosto uporabljala kot papeževa darila.

#### Krščanski vzhod
Vzhodne rimske province in kasneje Bizantinsko cesarstvo so od pozne antike podedovale močno umetniško tradicijo. Podobno kot Italija in konstantinopelske cerkve in pomembne stavbe na območju Sirije in Egipta so bile okrašene z razkošnimi mozaičnimi ploščami med 5. in 8. stoletjem. Velika večina teh umetniških del je bila kasneje uničena, a arheološka izkopavanja so odkrila številne preživele primere.
Najpomembnejši del bizantinske krščanske mozaične umetnosti na vzhodu je zemljevid iz Madabe, izdelan med 542 in 570 kot tla cerkve sv. Jurija v Madabi v Jordaniji. Ponovno so ga odkrili leta 1894. Zemljevid Madabe je najstarejši ohranjeni kartografski prikaz Svete dežele. Prikazuje območje od Libanona na severu do delte Nila na jugu in od Sredozemskega morja na zahodu do Vzhodne puščave. Največji in najbolj podroben element topografske upodobitve je Jeruzalem v središču zemljevida. Zemljevid je obogaten z mnogimi naravnimi značilnostmi, kot so živali, ribiški čolni, mostovi in palme.
Eden od prvih primerov bizantinske mozaične umetnosti v regiji je mogoče najti na gori Nebo, pomembnem romarskem kraju v bizantinskem obdobju, kjer je umrl Mojzes. Med številnimi mozaiki iz 6. stoletja v cerkvenem kompleksu (odkritem po letu 1933) je najbolj zanimiva tista, ki je v krstilnici. Nedotaknjeni talni mozaik obsega površino 9 x 3 m in je bil postavljen v 530-ih. Prikazuje lovske in pastoralne prizore z bogato bližnjevzhodno floro in favno.
Cerkev sv. Lota in Prokopija je bila ustanovljena leta 567 v vasi Nebo pod goro Nebo (zdaj Khirbet Mukhayyat). Njen mozaik prikazuje vsakodnevne dejavnosti, kot je trgatev. Še dva spektakularna mozaika sta bila odkrita v porušeni cerkvi pridigarja Janeza v bližini. Eden od mozaikov je bil nameščen nad drugim, ki je bil do sodobne restavracije popolnoma pokrit in neznan. Figure starejšega mozaika so tako ušle ikonoklastom. 
Mesto Madaba je ostalo pomembno središče izdelave mozaikov v 5. – 8. stoletju. V cerkvi apostolov je sredi glavne plošče Thalassa, boginja morja, vidna obkrožena z ribami in drugimi morskimi bitji. Dodali so tudi ptice, sesalce, rastline in plodove iz bližnjevzhodne države. 
Pomembni mozaiki Justinijanove dobe so okrasili samostan sv. Katarine na gori Sinaj v Egiptu. Na splošno zidovi mozaikov v regiji niso preživeli zaradi uničenja zgradb, vendar je samostan sv. Katarine izjema. Na zgornji steni je Mojzes prikazan v dveh ploščah na krajinskem ozadju. V apsidi vidimo Jezusovo spremenitev na zlati podlagi. Apsida je obdana z pasovi, ki vsebujejo medaljone apostolov in prerokov ter dve sodobni figuri, opat Longinos in Janez Deakon. Mozaik je bil verjetno ustvarjen leta 565/6.
Jeruzalem z mnogimi svetimi kraji je verjetno imel najvišjo koncentracijo cerkva, pokritih z mozaikom, vendar jih je le malo preživelo kasnejše uničujoče valove. Sedanji ostanki ne ustrezajo prvotnemu bogastvu mesta. Najpomembnejši je tako imenovani »armenski mozaik«, ki so ga odkrili leta 1894 na Ulici prerokov pri Damaščanskih vratih. Prikazuje trto z mnogimi vejami in grozdi, ki izvirajo iz vaze. Tu so še pavi, race, štorklje, golobi, orel, jerebica in papiga v kletki. Napis se glasi: »Za spomin in odrešenje vseh tistih Armencev, katerih ime Gospod ve«. V kotu mozaika je majhna, naravna jama, ki je vsebovala človeške kosti iz 5. ali 6. stoletja. Simbolika mozaika in prisotnost grobne jame kažejo, da je prostor služil kot mrtvaška kapela. 
Leta 1949 so v Betaniji (danes al-Eizariya), zgodnje bizantinski Lazarjevi cerkvi, ki je bila zgrajena med letoma 333 in 390, odkrili izjemno dobro ohranjen mozaika v obliki preproge. Zaradi čisto geometrijskega vzorca naj bi se cerkvena tla združila z drugimi mozaiki v Palestini in sosednjih območjih, zlasti konstantinovimi mozaiki v osrednji ladji v Betlehemu.  Druga cerkev je bila zgrajena nad starejšo v 6. stoletju z drugo preprostejšo geometrično mozaično tlejo
Meniške skupnosti judejske puščave so svoje samostane tudi okrasile z mozaičnimi tlemi. Samostan Martyrius je bil ustanovljen konec 5. stoletja in je bil ponovno odkrit leta 1982–85. Najpomembnejše umetniško delo so nepoškodovana geometrična mozaična tla v jedilnici, čeprav je bilo hudo poškodovano cerkvena tla enako bogata.  Mozaiki v bližnjem samostanu Euthymius so poznejši (odkriti leta 1930). Postavljeni so bile v času Omajadov, po uničujočem potresu leta 659. Šest zvezdic in rdeči kelih sta najpomembnejši ohranjeni značilnosti.
Mozaična umetnost je cvetela tudi v krščanski Petri, kjer so odkrili tri bizantinske cerkve. Najpomembnejša je bila odkrita leta 1990. Znano je, da so bili zidovi prekriti tudi z zlatimi steklenimi mozaiki, vendar so običajno ohranjene le talne plošče. Mozaik letnih časov v južnem prehodu je iz prvega gradbenega obdobja sredi 5. stoletja. V prvi polovici 6. stoletja so bili nameščeni mozaiki severnega prehoda in vzhodni del južnega prehoda. Predstavljajo tako domače kot eksotične ali mitološke živali in personifikacije letnih časov, oceana, zemlje in modrosti. 
Arabsko osvajanje Bližnjega vzhoda v 7. stoletju ni prekinilo umetnosti izdelave mozaika. Arabci so se naučili in sprejeli obrt kot svojo in nadaljevali s klasično tradicijo. V času Omajadov je krščanstvo ohranilo pomen, cerkve so bile zgrajene in popravljene, nekateri najpomembnejši mozaiki krščanskega vzhoda pa so nastali v 8. stoletju, ko je bila regija pod islamsko vladavino.
Mozaiki cerkve sv. Štefana v starodavnem Kastronu Mefaa (zdaj Umm ar-Rasas) so nastali leta 785 (odkriti po letu 1986). Popolnoma ohranjena tla so največji mozaik v Jordaniji. Na osrednjem panelu so upodobljeni lovski in ribiški prizori, druga pa ponazarja najpomembnejša mesta v regiji. Okvir mozaika je še posebej dekorativen. Delo je podpisalo šest mojstrov mozaika: Staurachios iz Esbusa, Euremios, Elias, Constantinus, Germanus in Abdela. Prekriva drugo, poškodovano, mozaično dno prejšnje (587) cerkve škofa Sergija. V bližini so bile izkopane še štiri cerkve s sledovi mozaika.
Zadnji veliki mozaiki v Madabi so nastali leta 767 v cerkvi Device Marije (odkrita leta 1887). To je mojstrovina geometrijskega sloga z grškim napisom v osrednjem medaljonu.
S padcem rodbine Omajadov leta 750 je Bližnji vzhod preživel globoke kulturne spremembe. Po koncu 8. stoletja niso nastali veliki mozaiki, večina cerkva pa je postopoma propadala in bila na koncu uničena. Tradicija izdelave mozaikov je izginila med kristjani in tudi v islamski skupnosti.

#### Pravoslavne dežele
Obrt je bil priljubljena tudi med zgodnjesrednjeveškimi Rusi, podedovana kot del bizantinske tradicije. Jaroslav, veliki knez Kijevske Rusije je zgradil veliko stolnico v svoji prestolnici Kijev. Vzorec cerkve je bila Hagija Sofija v Konstantinoplu in se je tudi imenovala  stolnica svete Sofije. Zgradili so jo predvsem bizantinski mojstri, ki jih je med letoma 1037 in 1046 poslal Konstantin IX. Monomah. Seveda so bile pomembnejše površine v notranjosti okrašene z zlatimi mozaiki. V kupoli si lahko ogledamo tradicionalni lik Pantokratorja, ki ga obdajajo angeli. Med 12 okni bobna so bili apostoli in štirje evangelisti na pendentivih. V apsidi prevladuje Bogorodica z Deesis' v treh medaljonih zgoraj. Spodaj je občestvo apostolov.
Princ Svjatopolk II. je leta 1108 zgradil samostan sv. Mihaela v Kijevu. Mozaiki cerkve so nedvomno dela bizantinskih umetnikov. Čeprav so cerkev uničili sovjetski organi, je bila večina plošč ohranjena. Majhni deli okrasnega mozaičnega okrasja iz 12. stoletja so preživeli v stolnici Svete Sofije v Novgorodu, vendar je bila ta cerkev v veliki meri okrašena s freskami.
Uporaba mozaikov in fresk v isti stavbi je bila edinstvena praksa v Ukrajini. Harmonija je bila dosežena z uporabo enake prevladujoče barve v mozaiku in freski. Oba stolnica in samostan svetega Mihaela v Kijevu uporabljata to tehniko. Mozaiki so se prenehali uporabljati za cerkveno dekoracijo že v 12. stoletju v vzhodnih slovanskih državah. Kasneje so bile ruske cerkve okrašene s freskami, podobno kot pravoslavne cerkve na Balkanu.
Mozaik apside v samostanu Gelati je redek primer uporabe mozaika v Gruziji. Na začetku kralja Davida IV, ki ga je dokončal njegov sin Demetrij I. Gruzijski, je na fragmentarni plošči upodobljena Bogorodica, ki jo obdajata dva nadangela. Uporaba mozaika v Gelatih priča o nekakšnem bizantinskem vplivu v državi in je bila demonstracija imperialne ambicije Bagrationidov. Cerkev, pokrita z mozaikom, je lahko po veličastnosti tekmovala s cerkvami v Konstantinoplu. Gelati so ena od redkih mozaičnih stvaritev, ki so ohranjeni v Gruziji, vendar fragmenti dokazujejo, da so bile zgodnje cerkve  Pitsunde in Tsromija in druge, manj znane lokacijae, okrašene z mozaiki. Uničena mozaična tla 6. stoletja v stolnici v Pitsundi so navdihnili rimski prototipi. V Tsromiju so tesere še vedno vidne na stenah cerkve iz 7. stoletja, toda na prvotni shemi so namreč le šibke črte. Njegov osrednji lik je bil Kristus, ki je stal in prikazoval zvitek z gruzijskim besedilom.

### Judovski mozaiki
Pod rimskim in bizantinskim vplivom so Judje svoje sinagoge okrasili tudi s klasičnimi talnimi mozaiki. Veliko zanimivih primerov je bilo odkritih v Galileji in Judejski puščavi.
Ostanke sinagoge iz 6. stoletja so odkrili v Sepforisu, ki je bilo pomembno središče judovske kulture med 3. in 7. stoletjem in multikulturno mesto, v katerem so živeli Judje, kristjani in pogani. Mozaik odraža zanimivo zlitje judovskih in poganskih prepričanj. V središču tlaka je bilo prikazano zodiakalno kolo. Helij sedi v sredini, na svoji sončni kočiji in vsak znak se ujema z judovskim mesecem. Ob straneh mozaika so trakovi, ki prikazujejo biblijske prizore, kot so žrtvovanje Izaka, pa tudi tradicionalni obredi, vključno s žgalno daritvijo in darovanjem sadja in žita.
Drugi zodiakalni mozaik je krasil tla sinagoge v kibucu Beit Alfa, ki je bila zgrajena v času vladanja Justina I. (518–27). Velja za enega najpomembnejših mozaikov, odkritih v Izraelu. Vsaka od treh plošč prikazuje prizor - sveto ladjo, zodiak in zgodbo o žrtvovanju Izaka. V središču zodiaka je Helij, bog sonca, v svoji kočiji. Štiri ženske na vogalih mozaika predstavljajo štiri letne čase.
Tretji izjemno ohranjen zodiakalni mozaik je bil odkrit v sinagogi v antičnem letovišču Hammat Tiberias. V središču mozaika iz 4. stoletja, je bog sonca Helij v svoji kočiji in drži nebesno kroglo in bič. Devet od 12 znakov zodiaka je nedotaknjenih. Druga plošča prikazuje skrinjo zaveze in židovske kultne predmete, ki se uporabljajo v templju v Jeruzalemu.
Leta 1936 je bila izkopana sinagoga v Jerihu, ki se je po napisu na mozaičnem tleh imenovala Sinagoga Shalom Al Yisrael (»Mir na Izraelu«). Zdi se, da je bila v uporabi od 5. do 8. stoletja in je vsebovala velik mozaik na tleh z risbami skrinje zaveze, menoro, šofarjem in lulavom. V bližini Naarana je še ena sinagoga (odkrita leta 1918) iz 6. stoletja, ki ima tudi mozaično tla.
Sinagoga v Eshtemoi (As-Samu) je bila zgrajena okoli 4. stoletja. Mozaična tla so okrašena  samo s cvetličnimi in geometrijskimi vzorci. Sinagoga v Khirbet Susiya (izkopana leta 1971–72, ustanovljena konec 4. stoletja) ima tri mozaične plošče, vzhodna kaže svetišče toro, dve menori, lulav in etrog s stebri, jeleni in ovni. Osrednja plošča je geometrijska, zahodna pa je resno poškodovana, mislijo da je Daniel v levji jami. Rimska sinagoga v Ein Gediju je bila preoblikovana v bizantinskem obdobju, nad starejšimi belimi ploščami pa je bilo postavljeno bolj razkošno mozaično dno. Običajna geometrijska zasnova je bila obogatena s pticami v središču. Vključuje imena znakov zodiaka in pomembnih osebnosti judovske preteklosti, ne pa tudi njihovih podob, ki kažejo, da je služila precej konzervativni skupnosti.
Prepoved figurativnega upodabljanja Judje, ki so živeli v bizantinski Gazi, niso vzeli tako resno. Leta 1966 so v antičnem območju pristanišča našli ostanke sinagoge. Njena mozaična tla prikazujejo kralja Davida kot Orfeja, ki ga po imenu imenuje hebrejska črka. Blizu njega so bili mladički levov, žirafa in kača, ki so ga poslušali, ko je igral liro. Nadaljnji del tal je bil razdeljen s medaljoni iz listov vinske trte, od katerih ima vsak žival: levinjo, ki doji svojega mladiča, žirafe, pave, panterje, medvede, zebre in tako naprej. Tla so bila tlakovana v letih 508/509. Podobno je sinagogi v Maonu (Menois) in krščanski cerkvi v Shellalu, kar kaže, da je isti umetnik najverjetneje delal na vseh treh mestih.
Hiša Leontiusa v Bet She'anu (izkopana leta 1964-72) je redek primer sinagoge, ki je bila del gostišča. Zgrajena je bila v bizantinskem obdobju. Na barvitem mozaičnem podu sobe za sinagoge je bil zunanji trak, okrašen s cvetjem in pticami, okrog medaljonov z živalmi, ki so jih ustvarili z vinsko trto, ki izhaja iz amfore. Osrednji medaljon je pod besedo šalom (mir) zaprl menoro (svečnik).
Stavba iz 5. stoletja v Huldahu je lahko samarijanska sinagoga. Na njenih mozaičnih tleh so značilni judovski simboli (menora, lulav, etrog), napisi pa so grški. Druga samarijanska sinagoga z mozaičnim podom je bila v Bet She'anu (izkopana leta 1960). Na tleh so bili samo dekorativni motivi in edikula (svetišče) s kultnimi simboli. Prepoved človeških ali živalskih podob so strožje upoštevali samarijanci kot njihovi judovski sosedje v istem mestu. Mozaik so položili isti mojstri, ki so izdelali tla sinagoge Beit Alfa. Eden od napisov je bil napisan v samaritanski pisavi.
Leta 2003 je bila odkrita sinagoga iz 5. ali 6. stoletja v obalnem jonskem mestu Saranda v Albaniji. Imela je izjemne mozaike, ki prikazujejo predmete, povezane z judovskimi prazniki, vključno z menoro, rogovi ovna in limonovcem. Mozaiki v baziliki sinagoge kažejo fasado, ki spominja na Toro, živali, drevesa in druge svetopisemske simbole. Struktura meri 20 x 24 m in je bila verjetno nazadnje uporabljena v 6. stoletju kot cerkev.

### Bližnji vzhod in zahodnoazijska umetnost

#### Predislamska Arabija
V južni Arabiji sta iz kasnega 3. stoletja izkopani dve mozaični deli, ki sta tvorili geometrijsko in obliko vinske trte, ki je odražala tradicijo te kulture. V gasanidski dobi je na njihovem ozemlju cvetela verska mozaična umetnost, od takrat je bilo zabeleženih pet cerkva z mozaikom, ki sta jih zgradila gassanidska vladarja, preostale tri pa krščanska arabska skupnost, ki je napisala imena in posvetila.

#### Predislamska Perzija
Okraševanje s ploščicami je bilo znano približno dva tisoč let, ko je kulturna izmenjava med Sasanidskim cesarstvom in Rimljani vplivala na perzijske umetnike, da so ustvarili mozaične vzorce. Šapur I. je svojo palačo okrasil s keramičnimi ploščicami, ki so upodabljale plesalce, glasbenike, kurtizane, itd. To je bil edini pomemben primer figurativnega perzijskega mozaika, ki je bil po arabskem osvajanju in prihodu islama prepovedan.

#### Islamska umetnost

##### Arabija
Islamska arhitektura je uporabljala mozaično tehniko za dekoracijo verskih objektov in palač po muslimanskih osvajanjih vzhodnih provinc Bizantinskega cesarstva. V Siriji in Egiptu so bili Arabci pod vplivom velike tradicije rimske in zgodnjekrščanske umetnosti mozaika. V času Omajadov je izdelava mozaika ostala cvetoča oblika umetnosti v islamski kulturi in se nadaljuje v umetnosti zellige in azulejo v različnih delih arabskega sveta, čeprav je keramična ploščica postala glavna islamska oblika dekoracije sten.
Prva velika verska zgradba islama, Kupola na skali v Jeruzalemu, ki je bila zgrajena med letoma 688–692, je bila okrašena s steklenimi mozaiki, tako znotraj kot zunaj, delo obrtnikov bizantinske tradicije. Preživeli so samo deli prvotne notranje opreme. Bogati cvetlični motivi sledijo bizantinski tradiciji in so »islamski samo v tem smislu, da je besednjak sinhroniziran in ne vključuje predstavljanja ljudi ali živali«. 
Najpomembnejše delo z začetka islamskega mozaika je okrasitev mošeje Omajadov v Damasku, ki je bila takrat prestolnica arabskega kalifata. Mošeja je bila zgrajena med letoma 706 in 715. Kalif je dobil 200 kvalificiranih delavcev od bizantinskega cesarja za dekoracijo stavbe. To dokazuje deloma bizantinski slog. Mozaiki notranjega dvorišča prikazujejo raj z lepimi drevesi, cvetjem in majhnimi hribovskimi mesti in vasmi v ozadju. V mozaike niso vključene človeške figure, zaradi česar se razlikujejo od sicer podobnih sodobnih bizantinskih del. Največji neprekinjen odsek je ohranjen pod zahodno arkado dvorišča, ki se po reki Baradi imenuje »plošča Barada«. Domneva se, da je imela mošeja največji zlati mozaik na svetu, ki je presegel 4 m2. Leta 1893 je bila mošeja močno poškodovala v požaru, izgubljeni so bili številni mozaiki, a so bili nekateri od takrat obnovljeni.
Mozaiki mošeje Omajadov so navdihnili kasnejša damaščanska mozaična dela. Zakladnica, ki stoji na dvorišču mošeje, je prekrita z lepimi mozaiki, ki verjetno izvirajo iz restavratorskih del iz 13. ali 14. stoletja. Slog je presenetljivo podoben plošči Barada. Mavzolej sultana Bajbarsa, medresa Zahiriyah, ki je bil zgrajen po letu 1277 in je okrašen tudi z zlatim cvetličnim in arhitekturnim mozaikom, ki teče po glavni molitveni dvorani. 
Nereligiozni omajadski mozaiki so bili večinoma talne plošče, ki so krasile palače kalifov in drugih visokih uradnikov. Bili so tesno oblikovani po mozaikih rimskih podeželskih vil, nekoč skupnih v vzhodnem Sredozemlju. Najlepši primer najdemo v kopalnici Hišamove palače v Palestini, ki je bila zgrajena okoli leta 744. Glavna plošča prikazuje veliko drevo, pod njim pa leva, ki napada jelena (desna stran), dva jelena pa se mirno pasets (leva stran) . Panel verjetno predstavlja dobro in slabo upravljanje. Mozaiki s klasičnimi geometrijskimi motivi so preživeli v kopališču kompleksa Omajadske palače iz 8. stoletja v Andžarju v Libanonu. Razkošno puščavsko prebivališče Al-Valida II. v Qasr al-Hallabatu (v današnji Jordaniji) je bilo tudi okrašeno s talnimi mozaiki, ki kažejo visoko stopnjo tehničnega znanja. Najbolj ohranjeno ploščo na Hallabatu deli drevo življenja, ki ga na eni strani spremljajo »dobre« živali, na drugi pa »slabe« živali. Med halabatskimi predstavitvami so vinski listi, grozdje, granatna jabolka, oriks, volkovi, zajci, leopard, pari jerebic, rib, bikov, nojev, kuncev, ovnov, koz, levov in kač. V Qastalu pri Amanu so izkopavanja leta 2000 odkrila najstarejše znane omajadske mozaike v današnji Jordaniji, ki so verjetno izhajali iz kalifata Abd al-Malik ibn Marvana (685–705). Pokrivajo velik del tal lepo urejene stavbe, ki je verjetno služila kot palača lokalnega guvernerja. Mozaiki Qastal prikazujejo geometrijske vzorce, drevesa, živali, sadje in rozete. Razen odprtega dvorišča, vhoda in stopnišča so bila tla celotne palače pokrita z mozaiki. 
Nekateri najboljši primeri kasnejših islamskih mozaikov so bili izdelani v mavrski Španiji. Zlati mozaiki v mihrabu in osrednja kupola Velike mošeje v Kordovi imajo izrazito bizantinski značaj. Izdelali so jih med letoma 965 in 970 lokalni obrtniki, ki jih je nadzoroval mojster mozaičar iz Konstantinopla, ki ga je bizantinski cesar poslal v Omajadski kalifat v Španijo. Okras je sestavljen iz pisanih cvetnih arabesk in širokih pasov arabske kaligrafije. Mozaiki naj bi zbujali čar Velike mošeje v Damasku, ki je bila izgubljena za družino Omajadov. 
Po 8. stoletju so v islamskem svetu na splošno izginili mozaiki. Podobni učinki so bili doseženi z uporabo slikanih ploščic, bodisi geometričnih z majhnimi ploščicami, včasih imenovanih mozaik, kot je zellige severne Afrike ali večjih ploščic, pobarvanih z deli velike dekorativne sheme (Kašan) v Perziji, Turčiji in na vzhodu.

## Sodobni mozaiki
Opaženi mozaiki iz 19. stoletja vključujejo tiste, ki jih je izdelal Edward Burne-Jones v sv. Pavlu zunaj obzidja v Rimu. Drug sodoben mozaik v notranjosti je največja mozaična instalacija na svetu v stolnici baziliki St. Louis, v St. Louisu v Missouriju. Sodoben primer mozaika je postaja Prirodoslovnega muzeja Newyorške podzemne železnice (veliko teh umetniških del je posejanih po celotnem sistemu podzemne železnice v New Yorku, sicer pa so številne postaje zasnovane z nežnimi mozaiki). Drug primer mozaika v običajni okolici je uporaba lokalno tematskih mozaikov v nekaterih sanitarijah na počivališčih na nekaterih meddržavnih avtocestah v Teksasu.
Nekateri moderni mozaiki so delo modernih stilskih arhitektov Gaudíja in Josepa Maria Jujola, na primer mozaiki v parku Güell v Barceloni. Danes so med vodilnimi v svetu mozaika Emma Biggs (Velika Britanija), Marcelo de Melo (Brazilija), Sonia King (ZDA) in Saimir Strati (Albanija).

### Mozaiki kot obrt
Mozaiki so se razvili v priljubljeno obrt in umetnost in niso omejeni na strokovnjake. Današnji rokodelci in obrtniki delajo s kamnom, keramiko, školjkami, umetniškim steklom, ogledalom, kroglicami in celo čudnimi predmeti, kot so deli lutk, biseri ali fotografije. Medtem ko so bili antični mozaiki po navadi arhitekturni, so na voljo sodobni mozaiki, ki pokrivajo vse, od parkovnih klopi in cvetličnih lončkov do kitar in koles. Predmeti so lahko majhni kot uhan ali tako velika kot hiša.

### Mozaiki v ulični umetnosti
V slogih, ki dolgujejo prav toliko umetnosti pikslov videoiger in popkulture kot tradicionalnim mozaikom, je ulična umetnost doživela nov izum in razširitev umetnosti mozaika. Najvidnejši umetnik, ki dela z mozaiki v ulični umetnosti, je Francoz Invader. Skoraj vse svoje delo je opravil v dveh zelo različnih mozaičnih slogih, od katerih so prvi majhni »tradicionalni« mozaiki ploščic z 8 bitnim video igralnim likom, nameščeni v mestih po vsem svetu, drugi pa so slog, na katerega se nanaša kot »Rubikkubizem«, ki uporablja nekakšen dvoslojni mozaik po mrežah umešanih Rubikovih kock. Čeprav je najbolj ugleden, tudi drugi ulični in mestni umetniki delajo  v mozaičnih slogih.

### Calçada Portuguesa
Portugalski tlak (v portugalščini Calçada Portuguesa) je nekakšen dvobarven kamnit mozaik, ki je nastal na portugalskem in je običajen po vsem portugalsko govorečem svetu. Najpogosteje v obliki geometrijskih vzorcev od preprostih do kompleksnih, se uporablja tudi za ustvarjanje kompleksnih slikovnih mozaikov v slogih, od ikonografije do klasicizma in celo sodobnega oblikovanja. V portugalsko govorečih državah imajo mnoga mesta veliko svojih pločnikov in celo, čeprav bolj občasno, ulice v tej mozaični obliki. Predvsem v Lizboni se ohranja skoraj vse poti v tem slogu.
Kljub svoji razširjenosti in priljubljenosti po vsej Portugalski in njenih nekdanjih kolonijah, pa tudi v odnosu do starejših umetniških in arhitekturnih slogov, kot so azulejo, portugalske in španske poslikane ploščice, je to razmeroma mlada mozaična umetnost, njen prvi dokončni videz v moderno prepoznavni obliki pa je iz srede 19. stoletja. Med najpogosteje uporabljenimi kamni v tem slogu sta bazalt in apnenec.

## Terminologija
Mozaik je oblika umetnosti, ki uporablja majhne koščke materialov, ki so skupaj postavljeni, da ustvarijo enotno celoto. Materiali, ki se pogosto uporabljajo, so marmor ali drug kamen, steklo, keramika, ogledalo ali steklo s folijo ali školjke.
Beseda mosaic je iz italijanskega mosaico, ki izhaja iz latinskega mosaicus in na koncu iz grškega mouseios, ki pomeni pripadati muzam, torej umetniško. Vsak košček materiala je tesera (množina: tesserae). Prostor vmes, kjer gre, je interstice. Andamento je beseda, ki opisuje gibanje in tok teser. 'Opus', latinsko za 'delo', je način, kako se košči razrežejo in položijo.
Splošne tehnike so:
- Opus regulatum: mreža; vse tesere se poravnajo navpično in vodoravno.
- Opus tessellatum: tesere tvorijo navpične ali vodoravne vrstice, vendar ne oboje.
- Opus vermiculatum: ena ali več vrstic teser sledi robu posebne oblike (črke ali glavne centralne grafike).
- Opus musivum: vermiculatum se razteza po celotnem ozadju.
- Opus palladianum: tesere so namesto oblikovanja vrstic nepravilno oblikovane. Znan tudi kot 'noro tlakovanje'.
- Opus sectile: glavna oblika (npr. srce, črka, mačka) je sestavljena iz ene same kocke, kot je pozneje v pietra dura.
- Opus classicum: pri kombinaciji vermikulatum s tessellatum ali regulatum.
- Opus circumactum: tesere se polagajo v prekrivajočih se polkrogih ali oblikah pahljač.
- Mikromoza: z zelo majhnimi kockami, v bizantinskih ikonah in italijanskih ploščah za nakit iz renesanse

## Tri tehnike
Obstajajo tri glavne metode: neposredna metoda, posredna metoda in dvojna posredna metoda.

### Neposredna metoda
Neposredna metoda izdelave mozaika vključuje neposredno polaganje (lepljenje) posameznih teser na podporno površino. Ta metoda je zelo primerna za površine, ki imajo tridimenzionalno obliko, kot so vaze. Uporabljena je bila za zgodovinske evropske stenske in stropne mozaike, ki so sledili premajhnim prikazom glavnih obrisov na steni spodaj, ki se pogosto razkrijejo, ko se mozaik zlomi.
Neposredna metoda ustreza malim projektom, ki jih je mogoče prenašati. Druga prednost neposredne metode je, da je nastali mozaik postopoma viden, kar omogoča prilagajanje barve ploščic ali umestitve.
Pomanjkljivost neposredne metode je, da mora umetnik delati neposredno na izbrani površini, kar pogosto ni praktično za daljše časovno obdobje, zlasti za velike projekte. Prav tako je težko nadzorovati enakomernost končne površine. To je še posebej pomembno pri ustvarjanju funkcionalne površine, kot so tla ali miza.
Sodobna različica neposredne metode, ki se včasih imenuje 'dvojna neposredna', je delo neposredno na mrežo iz steklenih vlaken. Mozaik je lahko zgrajen tako, da je njegova oblika vidna na površini in transportirana do končne lokacije. Na ta način je mogoče opraviti veliko dela, pri čemer se mozaik razreže za pošiljanje in nato ponovno montira za namestitev. Umetniku omogoča udobno delo v studiu in ne na mestu namestitve.

### Posredna metoda
Posredna metoda nanašanja teser se pogosto uporablja za zelo velike projekte, projekte s ponavljajočimi se elementi ali za področja, ki potrebujejo specifične oblike. Ploščice se nanesejo z licem navzdol na podložni papir z lepilom, nato pa se prenesejo na stene, tla ali obrtne projekte. Ta metoda je najbolj uporabna za izjemno velike projekte, saj daje izdelovalcu čas za predelavo površin, omogoča hitro cementiranje ploščic na podložni plošči in pomaga zagotoviti, da so sprednje površine mozaičnih ploščic in mozaičnih kosov ploski in v isti ravnini na sprednji strani, tudi pri uporabi ploščic in kosov različnih debelin. Mozaični murali, klopi in mizne plošče so nekateri predmeti, ki so običajno izdelani z uporabo posredne metode, saj nastane bolj gladka in enakomerna površina.

### Dvojna posredna metoda
Dvojna posredna metoda se lahko uporabi, kadar je pomembno videti delo med procesom ustvarjanja, kot se bo pojavilo, ko bo končano. Tesere so nameščene s sprednjo stranjo navzgor na medij (pogosto lepilni papir, lepljivo plast ali mehko apno ali kit), kot se bodo pojavile, ko bo nameščene. Ko je mozaik dokončan, ga postavimo na podoben medij. Kos je nato obrnjen, prvotni osnovni material je skrbno odstranjen in kos nameščen, kot je opisano zgoraj. V primerjavi s posredno metodo je to zapleten sistem za uporabo in zahteva veliko spretnosti s strani izvajalca, da se prepreči poškodovanje dela. Njegova največja prednost je v tem, da izdelovalec neposredno nadzira končni rezultat dela, kar je pomembno npr. ko je vpletena človeška figura. To metodo je leta 1989 ustvaril Maurizio Placuzzi in registriral za industrijsko uporabo (patent št. 0000222556) pod imenom svojega podjetja Sicis International Srl, zdaj Sicis The Art Mosaic Factory Srl.